# William George Keith Elphinstone
Pour les articles homonymes, voir Elphinstone.
Le major-général William George Keith Elphinstone (Écosse, 1782 – Afghanistan, 23 avril 1842 (59-60 ans)) est un officier de l'armée de terre britannique, puis de celle de la Compagnie britannique des Indes orientales au cours du XIXe siècle.

## Biographie

### Une belle carrière
Né en Écosse en 1782, William George Keith Elphinstone est le fils de William Fullerton Elphinstone, qui est directeur de la Compagnie britannique des Indes orientales, et neveu de l'amiral George Keith Elphinstone, 1er vicomte Keith.
William Elphinstone entre dans l'armée de terre britannique en 1804 comme lieutenant ; il sert durant toutes les guerres napoléoniennes, s'élevant jusqu'au grade de lieutenant-colonel en 1813, quand il devient commandant du 33e régiment d'infanterie, qu'il commande notamment lors de la bataille de Waterloo en 1815. Pour sa conduite à Waterloo, Elphinstone est fait compagnon de l'ordre du Bain, ainsi que chevalier de l'ordre militaire néerlandais de Guillaume et de l'ordre russe de Sainte-Anne. Il quitte son régiment en 1822. Nommé colonel en 1825, il sert quelque temps comme aide de camp du roi George IV.

### Une conclusion désastreuse

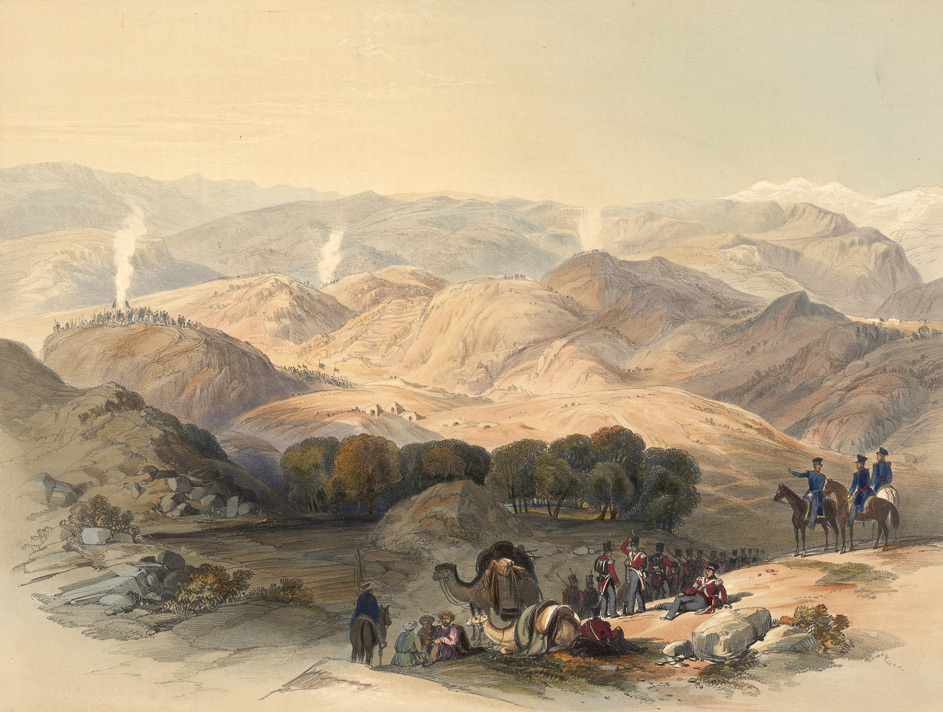
Le bosquet et de la vallée de Jugdulluk où l'armée d'Elphinstone livra le dernier combat de sa désastreuse retraite ; janvier 1842. Dessiné sur les lieux par James Rattray.

Elphinstone est promu major-général en 1837, et, en 1841, au cours de la première guerre anglo-afghane, il prend le commandement de la garnison britannique à Kaboul, en Afghanistan. Cette force comprend environ 4 500 hommes, dont 690 Européens et le reste d'Indiens. La garnison regroupait également 12 000 civils, y compris les familles des soldats. À ce poste, Elphinstone, alors âgé de soixante ans, fait preuve d'indécision, de faiblesse et d'incompétence. La totalité de sa troupe est massacrée au cours de la désastreuse retraite de Kaboul en janvier 1842.
Elphinstone meurt en captivité en Afghanistan quelques mois plus tard. Son corps est renvoyé avec une petite escorte de guerriers afghans à la garnison britannique de Jalalabad. Son fidèle ordonnance Moore, qui est resté avec lui, accompagnait le corps. En route, ils sont attaqués par un groupe de guerriers tribaux, mais parviennent cependant à destination. Elphinstone est enterré dans une tombe anonyme.